# Сікорський (кратер)
Сікорський (лат. Sikorsky) — кратер на півдні зворотного боку Місяця. Діаметр — близько 100 км, координати центру — 65°53′ пд. ш. 103°39′ сх. д. / 65.89° пд. ш. 103.65° сх. д.

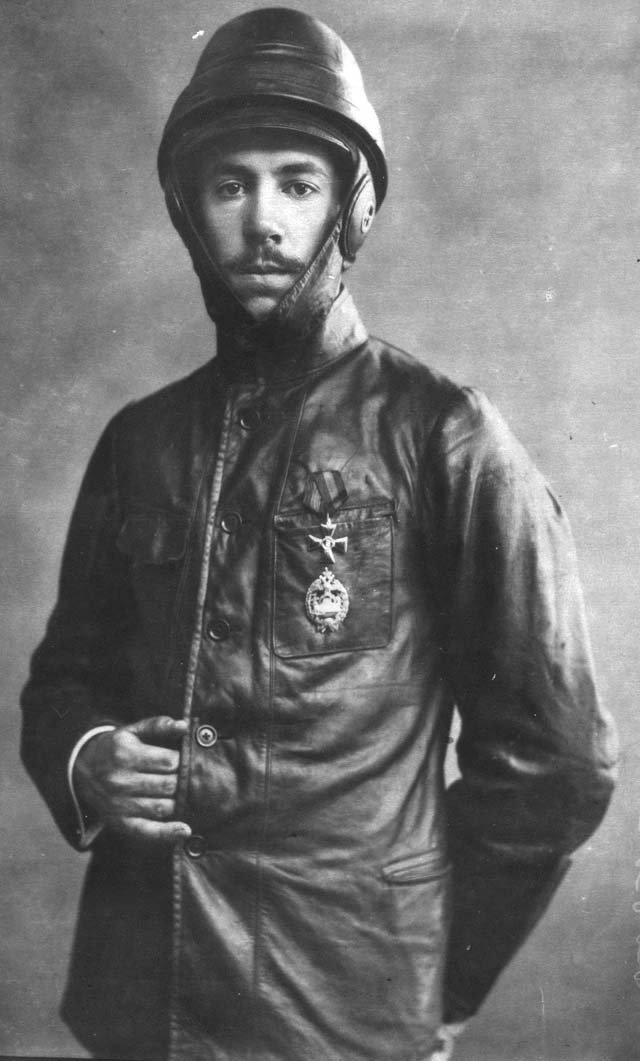
Ігор Сікорський, 1914

Названий на честь Ігоря Сікорського — піонера літакобудування й засновника гелікоптеробудування у світі. Ця назва була затверджена Міжнародним астрономічним союзом 1979 року.

## Розташування
Кратер знаходиться в материковій області за південно-східним краєм видимого боку Місяця, поза видимістю з Землі. Він лежить на північному заході древнього 300-кілометрового басейну Сікорський-Ріттенхаус (названого за кратерами, розташованими на його краях). За 100 км на північний захід від Сікорського починається Море Південне, а за 190 км на південний схід — величезний кратер Шредінгер. Інші його сусіди — невеликі кратери Гротріан на південному сході, Ріттенхаус на півдні, Гейл та Векслер на південному заході, Петров та Мултон на північному заході та Ван-Вейк на північному сході.

## Опис
Сікорський — древній кратер: він утворився ще в нектарському періоді. Його вал вже досить згладжений, а дно поцятковане дрібними кратерами, найбільший з яких — 14-кілометровий кратер Сікорський Q. Посередині кратер перетинає долина Шредінгера (лат. Vallis Schrödinger) — ланцюжок злитих один з одним вторинних кратерів кратера Шредінгер. Терас на валу, центральної гірки, лави та тріщин на дні нема. Нема й променевої системи. Висота валу Сікорського відносно дна складає близько 3 км у південно-східній та близько 4 км у північно-західній половині. Така різниця пов'язана з тим, що на північному сході він утворився поверх валу басейна Сікорський-Ріттенхаус.

## Супутні кратери
Цей кратер, розташований всередині Сікорського, названо його ім'ям з доданням великої латинської літери.
| Сікорський | Координати                                                  | Діаметр, км |
| ---------- | ----------------------------------------------------------- | ----------- |
| Q          | 65°47′ пд. ш. 103°27′ сх. д. / 65.79° пд. ш. 103.45° сх. д. | 14          |